# Clarion megye
Clarion megye az Amerikai Egyesült Államokban, azon belül Pennsylvania államban található. Megyeszékhelye és legnagyobb városa Clarion. Lakosainak száma 37 241 fő (2020. április 1.). Clarion megye Forest, Jefferson, Armstrong, Butler és Venango megyékkel határos.

## Népesség
A megye népességének változása:
| Lakosok száma | 39 934 | 39 880 | 39 459 | 39 155 | 39 498 | 37 241 |
|               | 2010   | 2011   | 2012   | 2013   | 2015   | 2020   |